# Eweida a ostatní proti Spojenému království

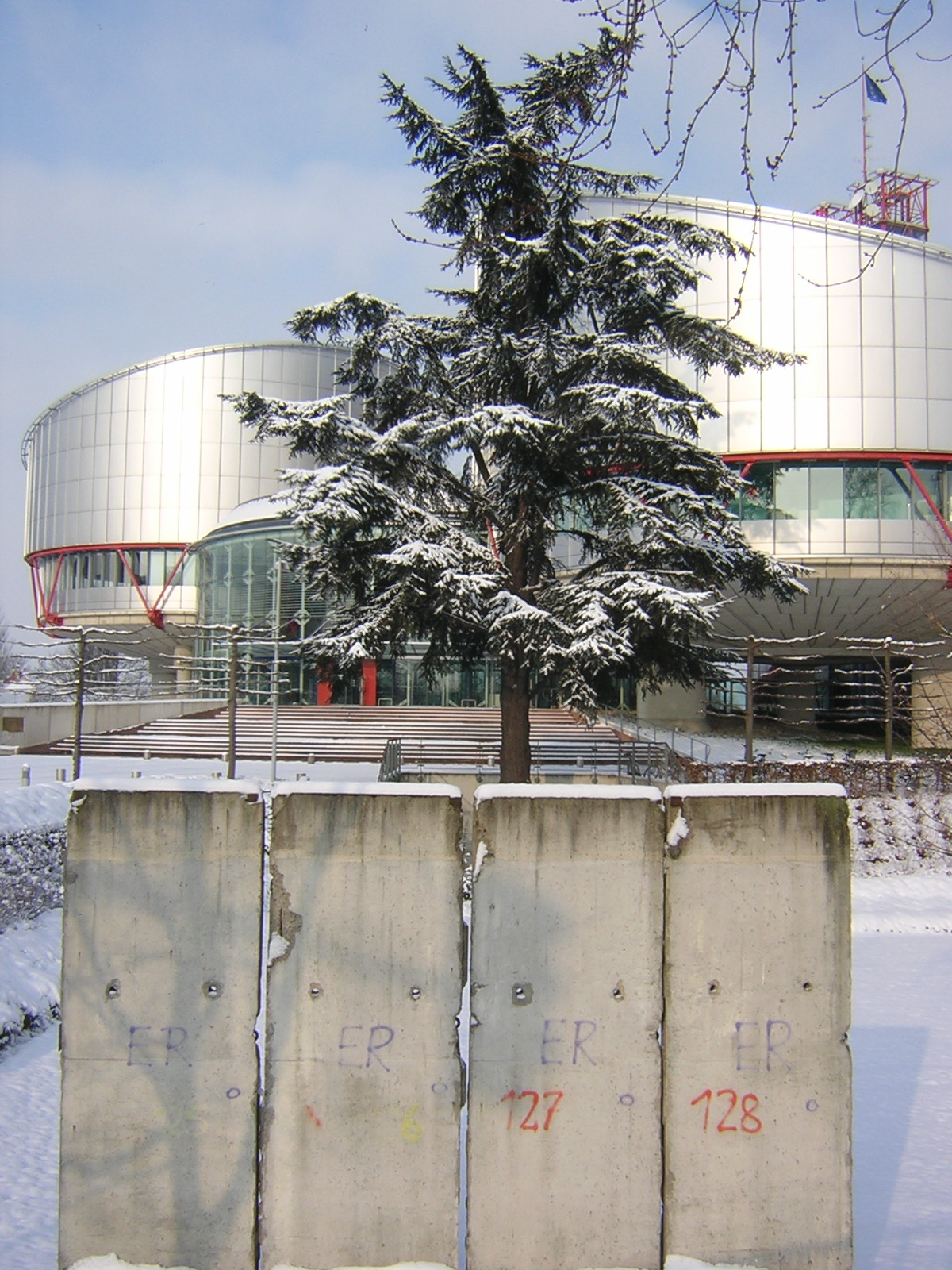
Budova Evropského soudu pro lidská práva ve Štrasburku

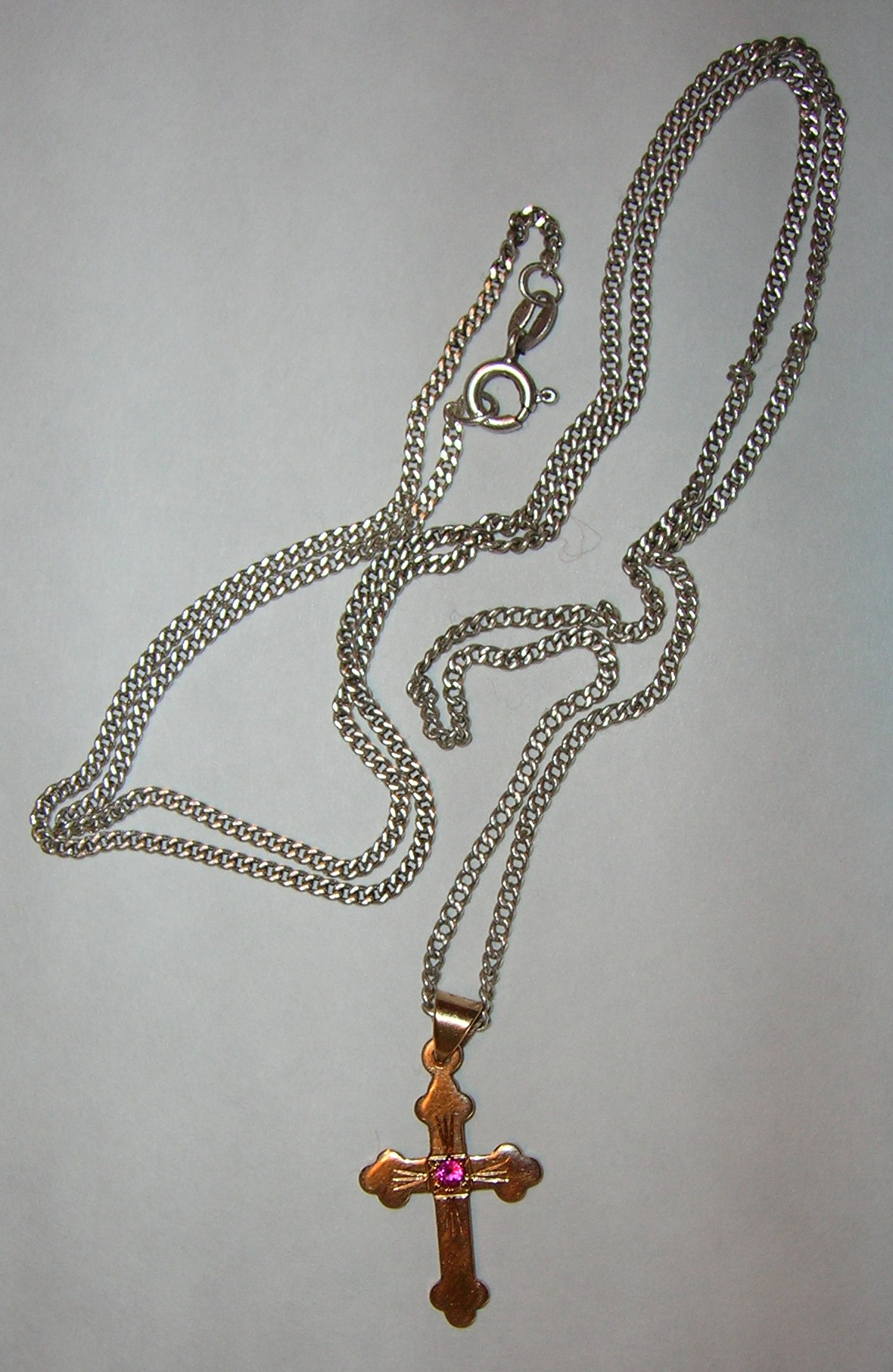
Přívěškem s křížkem

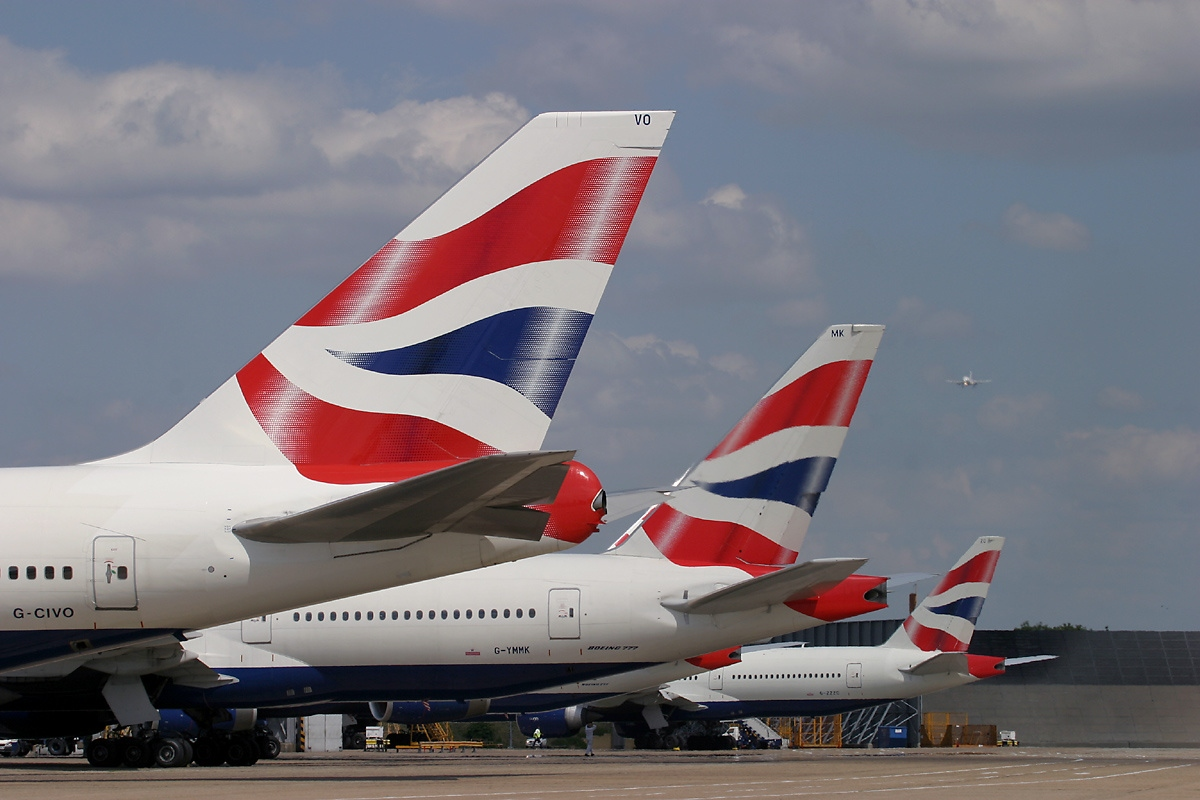
Letadla Britských aerolinií

Eweida a ostatní proti Spojenému království je případ Evropského soudu pro lidská práva. Soud v něm spojil čtyři různé případy, které také různě rozhodl. Nejdůležitějším z nich byl případy Nadi Eweidy, stevardky Britských aerolinií (British Airways), které bylo zakázáno nosit náhrdelník s křesťanským křížkem na pracovišti, a které se stížnostmi na diskriminaci z náboženských důvodů neuspěla u britských soudů. Evropský soud pro lidská práva po její stížnost rozhodl v její prospěch.

## Okolnosti jednotlivých případů
Případ Eweida a ostatní proti Spojenému království vznikl spojením čtyř stížností, konkrétně stížnosti Nadi Eweidy, paní Chaplin, paní Ladele a pana McFarlane. Všichni stěžovatelé si stěžovali na porušení článku 14 Úmluvy o ochraně lidských práv a základních svobod, garantující zákaz diskriminace a tvrdili, že Spojené království selhalo v garanci právo z tohoto článku plynoucího.

### Nadia Eweida
Nadia Eweida byla zaměstnána jako stevardka u Britských aerolinií od roku 1999. Aerolinie svým stevardům nařizovaly povinně nosit uniformu a veškeré šperky a další předměty nošené z náboženských důvodů museli mít skryté pod ní, případně je nosit se výslovným souhlasem nadřízených. V květnu 2006 se Eweida rozhodla nosit svůj křížek na řetízku viditelně, v září téhož roku byla poslána na naplacené volno z důvodu porušování předpisů společnosti. Novou pracovní pozici v rámci aerolinií, bez povinnosti nosit uniformu a být v kontaktu se zákazníky, Eweida odmítla. V únoru 2007 se nicméně na svou původní pozici vrátila, protože se předpisy společnosti ohledně uniforem změnily.
Eweida se soudila s Britskými aeroliniemi z důvodu diskriminace na základě náboženského vyznání a porušení práva na svobodu vyznání a myšlení, a žádala za to odškodnění. Britské soudy nicméně její žalobě nevyhověly.

### Paní Chaplin
Paní Chaplin pracovala jako geriatrická sestra pro National Health Service (NHS) od roku 1989. V roce 2007 byly na jejím pracovišti zavedeny nové uniformy a bylo jí zakázáno nosit přívěšek s křížkem, z důvodu možného ohrožení pacientů – řetízek by podle zaměstnavatele například mohl spadnout do otevřené rány pacienta. Protože se odmítla podřídit tomuto novému pravidlu, byla přeřazena na jinou pozici. Proti zákazu nošení křížku se paní Chaplin soudila u britských soudů, nicméně neuspěla.

### Paní Ladele a pan McFarlane
Paní Ladele byla propuštěna z pozice matrikářky, protože se kvůli své křesťanské víře odmítala účastnit civilních partnerských obřadů stejnopohlavních párů, které v té době byly britským právem zlegalizovány. Pan McFarlene pracoval jako poradce a provozoval psychosexuální terapie. V roce 2008 byl porušen z důvodu hrubého porušení pracovní kázně, protože kvůli své křesťanské víře odmítal terapie pro páry stejného pohlaví.
Oba stěžovatelé u britských soudů tvrdili, že byli protiprávně propuštěni. Oba neuspěli.

## Rozhodnutí soudu
Soud rozhodl v lednu roku 2013. Soud rozhodl ve prospěch Eweidy. I když právo na nošení křížků nebylo britským právem nijak výslovně regulováno, bylo podle soudu třeba posoudit, zda Britské aerolinie svým zásahem omezujícím svobodu náboženského vyznání (garantovaného článkem 9 Úmluvy) sledovaly spravedlivý cíl. Tím podle aerolinií mělo být udržování jednotného mediálního obrazu společnosti. Soud tento důvod neuznal jako důvodný, protože nošení muslimských šátků a turbanů, tedy náboženských symbolů, bylo ve společnosti po celou dobou povoleno, krom toho v roce 2007 aerolinie zákaz nošení jakýchkoliv náboženských symbolů zrušila, z čehož lze usuzovat, že dřívější zákaz ani samy aerolinie nepovažovaly za klíčový. Oproti tomu soud rozhodl v neprospěch paní Chaplin. V jejím případě byl zákaz nošení křížků důvodný, kvůli specifičnosti nemocničního prostředí. Soud došel k závěru, že vedení nemocnice je kompetentnější k určování bezpečnostních pravidel v ohledu k pacientům než soudy.
Soud také rozhodl v neprospěch paní Ladele i pana McFarlane, s odůvodněním, že jejich omezení náboženského vyznání sledovalo legitimní cíl, kterým je ochrana homosexuálů, jejichž práva jsou také chráněna Úmluvou.